# Can de Palleiro
Der Can de Palleiro (wörtlich übersetzt Hund des Strohs) ist eine nicht FCI-anerkannte, autochthone Hunderasse aus Galicien mit indoeuropäischem Stamm. In Spanien national anerkannt am 25. Mai 2001.

## Herkunft und Geschichte
So wie viele Schäferhunde des europäischen Kontinents gehört auch der Can de Palleiro zu diesen alten Hundetypen, auch von der Funktion her zu einem Abkömmling der ursprünglichen lupoiden Hunde.
Der Can de Palleiro ist ein Hüte-, Treib- und Wachhund, der in erster Linie zum Hüten und Beschützen von Kühen eingesetzt wurde. Er ist der Bauernhofhund schlechthin, was man auch aus seinem Namen herauslesen kann, der aus seiner Fellfarbe und dem Strohhaufen, in dem er normalerweise schläft, abgeleitet wurde.
Die Rasse ist vom spanischen Ministerium für Landwirtschaft, Fischerei und Ernährung anerkannt, und von dort aus wird ihr Bestand stark überwacht, da sie erst vor kurzer Zeit noch vor dem Aussterben bedroht war. Inzwischen hat sich der Bestand allerdings erholt und die Rasse erfreut sich in ganz Spanien, insbesondere Galicien, großer Beliebtheit. In anderen Teilen von Europa ist sie nur wenig bekannt und verbreitet.

## Merkmale und Eigenschaften

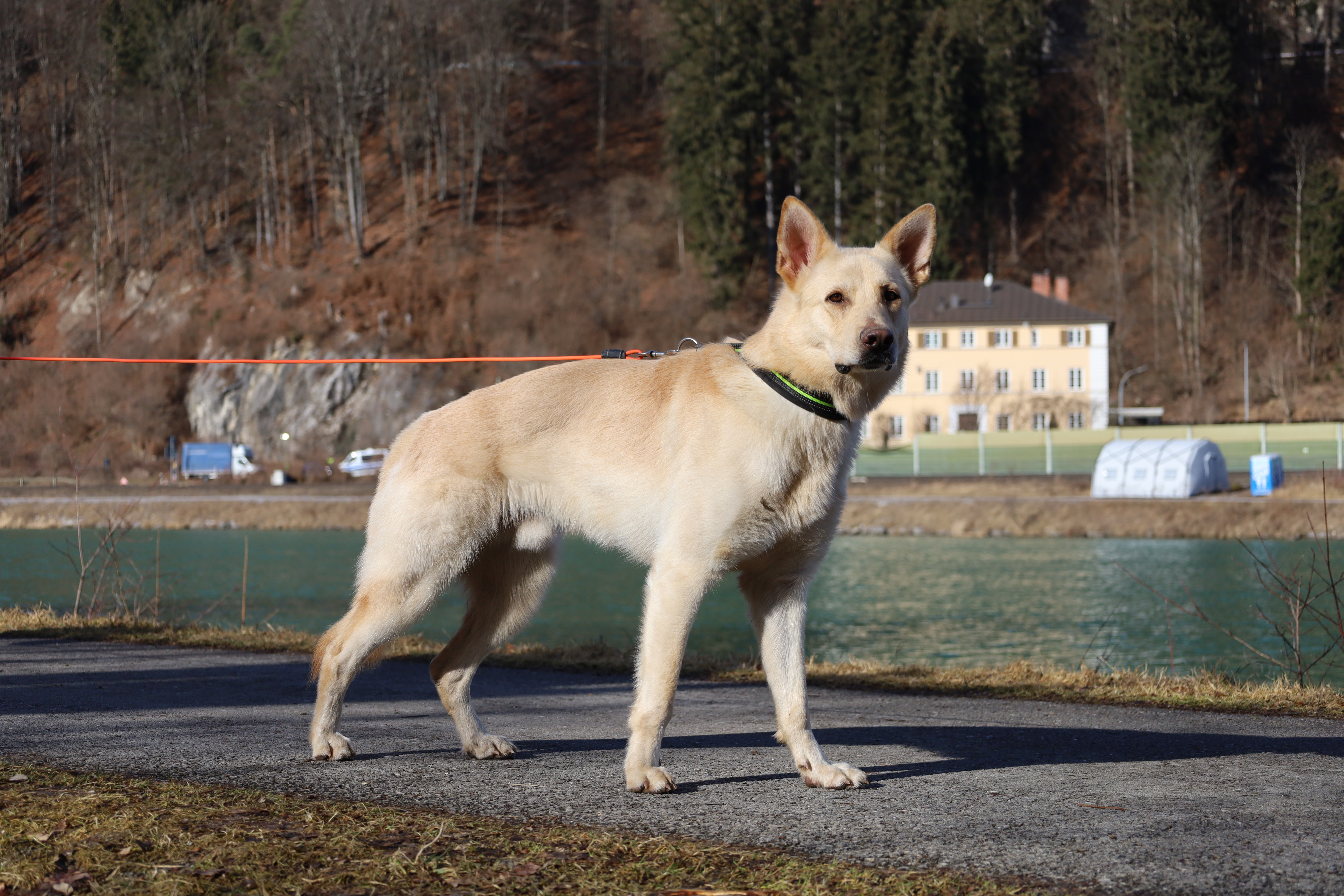

Der Can de Palleiro ist ein großer, kräftiger, stockhaariger Hund vom lupoiden Typ mit stehenden Ohren.
Er ist rechteckig gebaut und hat eine waagrechte, leicht abfallende Rückenlinie mit einer normal gewinkelten Hinterhand. Er ist athletisch und vergleichsweise hochbeinig gebaut. Der Körperbau sollte trocken sein, mit klar sich abzeichnenden Muskeln.
Der Kopf ist stark, der Schädel flach und lang. Die Augen haben einen lebhaften Ausdruck, sind mittelgroß und in der Färbung variabel von dunkelbraun bis bernsteinfarben. Die Nase (in der Regel hautfarben oder schwarz) und die Schnauze sind schmal und proportional zu den Abmessungen der Stirn. Die Lippen sind fest und neigen nicht zum Hängen. Der Hals ist muskulös und proportional zu Kopf und Rumpf.
Die Vorderbeine sollen lang und stark sein und parallel verlaufen. Das Schulterblatt bildet mit der Horizontalen einen Winkel von 45°. Die Ellenbogen sollten nicht zu weit voneinander entfernt oder zu eng an der Brust anliegen. Die Hinterbeine sind stark, parallel, perfekt vertikal und mit offensichtlichen Winkeln. Die Pfoten sind oval mit dicken, kurzen Zehen, fest geschlossen und stark ausgeprägten Ballen. Die Krallen sind kurz und kräftig und dunkel oder weiß gefärbt.
Agile Bewegungen im Schritt, Trab und Galopp sollen keine Anstrengung erfordern.
Das Fell ist normalerweise gleichmäßig, stellenweise dick und hat Unterwolle, im Winter mehr als im Sommer. Die Rute ist stark behaart, abfallend und am Ende leicht nach oben geschwungen. Sie sollte flexibel und beweglich sein. Standardmäßig kommt der Can de Palleiro in der Farbe Creme (strohfarben) vor. Es gibt allerdings auch Exemplare in Zimt, Kastanienbraun, Wildfarben und Schwarz. Weiß ist nicht erwünscht.

## Wesenszüge und Charaktereigenschaften

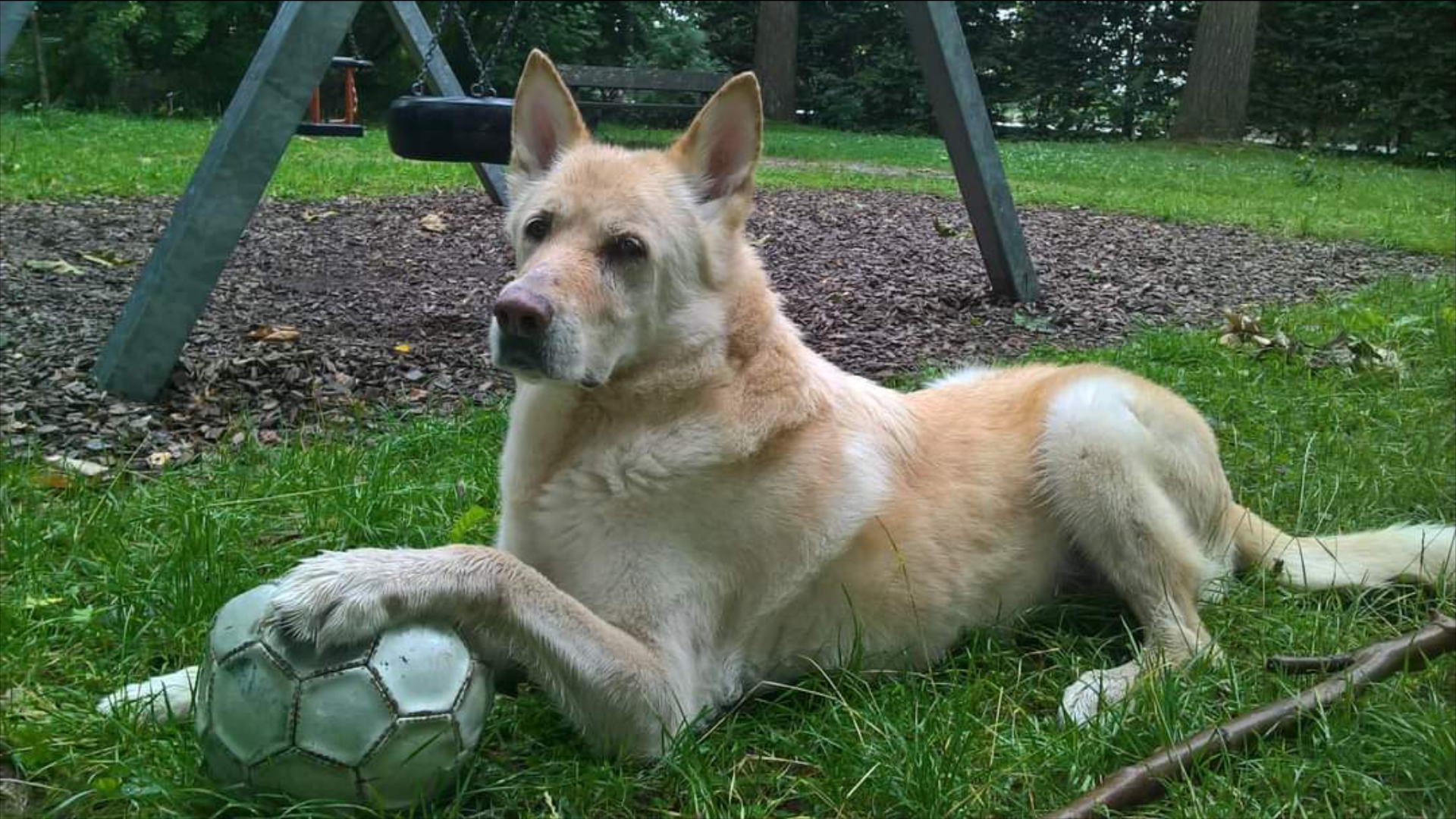

Der Can de Palleiro ist ein Schäferhund, der vielseitig einsetzbar ist. Seine Hauptaufgabe besteht darin, Kühe zu hüten und auf das Haus aufzupassen. Er präsentiert einen starken Charakter und ist sehr ausgeglichen, mutig und fleißig, was ihn zu einem großartigen Helfer und Begleiter macht. Er ist vielseitig interessiert und man kann ihn für Mantrailing, Agility, Unterordnung oder als Polizei- und Rettungshund einsetzen. Somit ist er der perfekte Begleithund. Außerdem lässt er sich durch äußere Reize nicht leicht aus der Fassung bringen, hier muss man die fast unerschütterliche psychische Stabilität dieses Tieres betonen, das ihn zu einem ausgezeichneten Weggefährten macht, weil er unfassbar anpassungsfähig ist. Zusätzlich hat er kein stark ausgeprägtes Territorialverhalten und bellt wenig.
Der Can de Palleiro ist ein intelligenter Hund mit starkem eigenen Willen, daher braucht er eine Person, die er respektiert und der er gefallen möchte. Wenn er diese Person gefunden hat, zeigt er sich bedingungslos treu und arbeitswillig. Ansonsten ist er Fremden gegenüber eher reserviert.
Wenn er gut sozialisiert ist, zeichnet er sich durch ein hervorragendes Verhalten mit Artgenossen aus und ist frei von Aggressionen. Im Rudel wird eine soziale Rangordnung aufgebaut, dort übernimmt er gern die Führungsposition und neigt zu einem gewissen Kontrollverhalten.
Der einzige Nachteil dieser Rasse ist, dass sie sehr instinktgesteuert sein kann, zum Beispiel wenn es um Jagdverhalten oder um Futter geht. Hier zeigt der Can de Palleiro starkes Triebverhalten und man kann schnell die Kontrolle über seinen Hund verlieren.

## Rassetypische Krankheiten
Obwohl der Can de Palleiro eine der gesündesten Schäferhund-Arten ist, gibt es auch bei ihm rassetypische Krankheiten, die durch seine Größe begünstigt sind oder aus Inzucht hervorgingen, weil die Rasse lange Zeit vom Aussterben bedroht war. Dazu zählen:
- Instabilitäten oder Ungleichgewicht des Charakters, z. B. extreme Schüchternheit oder Aggressivität
- Allergien
- Epilepsie
- Hüftdysplasie
- Progressive Netzhautatrophie
- Hodenanomalien (eine oder beide Hoden verbleiben im Bauchraum)
- Vorstand des Ober- oder Unterkiefers, Fehlen von einem oder mehreren Backenzähnen
- Albinismen (rote oder blaue Augen und weiße Fellfarbe)